# L'Homme de Rio
L'Homme de Rio (bra: O Homem do Rio) é uma coprodução franco/italiana de 1964, do gênero aventura, em Eastmancolor, dirigida por Philippe de Broca e estrelado por Jean-Paul Belmondo e Françoise Dorléac.
Um dos primeiros sucessos internacionais do diretor Philippe de Broca, o filme foi rodado em Paris, Rio de Janeiro, Petrópolis, Brasília e interior do Amazonas.[carece de fontes?]  O elenco inclui vários atores brasileiros em papéis secundários.

## Sinopse

Jean Paul Belmondo e artista de “O Homem do Rio”

O piloto Adrien Dufourquet consegue uma semana de folga e planeja encontrar-se com a namorada Agnès em Paris. Ao chegar, depara-se com um bando de índios sul-americanos que raptam a moça. Eles pensam que a jovem sabe onde estão as estátuas que os levariam a um fabuloso tesouro. Adrien segue os bandidos até a Selva Amazônica e vive uma série de perigos ao tentar resgatar Agnès. Conseguirá o par reunir-se antes que a folga expire?

## Premiações
| Patrocinador                                  | Prêmio | Categoria                | Situação |
| --------------------------------------------- | ------ | ------------------------ | -------- |
| Academia de Artes e Ciências Cinematográficas | Oscar  | Melhor Roteiro Original  | Indicado |
| New York Film Critics Circle Awards           | NYFCC  | Melhor Filme Estrangeiro | Vencedor |

## Elenco
| Ator/Atriz          | Personagem                |
| ------------------- | ------------------------- |
| Jean-Paul Belmondo  | Adrien Dufourquet         |
| Françoise Dorléac   | Agnès Villermosa          |
| Jean Servais        | Professor Norbert Catalan |
| Roger Dumas         | Lebel                     |
| Daniel Ceccaldi     | Inspetor de polícia       |
| Milton Ribeiro      | Tupac                     |
| Ubiracy de Oliveira | Engraxate                 |
| Adolfo Celi         | Mário de Castro           |
| Simone Renant       | Lola                      |
| Zé Ketti            | Sambista                  |